# Podprefektura Ishikari
Podprefektura Ishikari (jap. 石狩振興局 Ishikari-shinkō-kyoku) – podprefektura w Japonii, na wyspie Hokkaido. Podprefektura ma powierzchnię 3 540,15 km². W 2020 r. mieszkały w niej 2 396 732 osoby, w 1 150 940 gospodarstwach domowych  (w 2010 r. 2 342 338 osób, w 1 055 709 gospodarstwach domowych) .
W jej skład wchodzi 6 większych miast (shi), w tym Sapporo, 1 mniejsze (chō) i 1 gmina wiejska (mura). Sapporo jest stolicą podprefektury, a także stolicą prefektury Hokkaido. Park Narodowy Shikotsu-Tōya położony jest w południowej części, a na północy znajduje się Quasi-Park Narodowy Shokanbetsu-Teuri-Yagishiri.
Miasto Sapporo posiada dwa lotniska:
- Lotnisko Okadama (krajowe)
- Nowy port lotniczy Sapporo-Chitose (znajduje się w mieście Chitose)

| Nazwa                  | Nazwa                 | Nazwa      | Powierzchnia (km²) | Ludność   | Kod jednostki | Mapa |
| Polska nazwa           | Rōmaji                | Kanji      | Powierzchnia (km²) | Ludność   | Kod jednostki | Mapa |
| ---------------------- | --------------------- | ---------- | ------------------ | --------- | ------------- | ---- |
| Chitose                | Chitose-shi           | 千歳市     | 594,50             | 97 950    | 01224         |      |
| Ebetsu                 | Ebetsu-shi            | 江別市     | 187,38             | 121 056   | 01217         |      |
| Eniwa                  | Eniwa-shi             | 恵庭市     | 294,65             | 70 331    | 01231         |      |
| Ishikari               | Ishikari-shi          | 石狩市     | 722,42             | 56 869    | 01235         |      |
| Kitahiroshima          | Kitahiroshima-shi     | 北広島市   | 119,05             | 58 171    | 01234         |      |
| Sapporo (stolica)      | Sapporo-shi           | 札幌市     | 1 121,26           | 1 973 395 | 01100         |      |
| Shinshinotsu           | Shinshinotsu-mura     | 新篠津村   | 78,04              | 3 044     | 01304         |      |
| Tōbetsu                | Tōbetsu-chō           | 当別町     | 422,86             | 15 916    | 01303         |      |
| Podprefektura Ishikari | Ishikari shinkō-kyoku | 石狩振興局 | 3 540,15           | 2 396 732 | 01300         |      |